# Armoriale dei comuni dell'Ostrobotnia settentrionale
Questa pagina contiene le armi (stemma e blasonatura) dei comuni finlandesi appartenenti alla regione dell'Ostrobotnia settentrionale.
|  | Ostrobotnia settentrionale Sinisessä kentässä kuusi juoksevaa hopeista kärppää, joiden hännänpäät mustat, sijoitettuna 2+2+2. (D'azzurro, a sei ermellini d'argento con la punta della coda nera che corrono, due per fila) |

## Comuni e città attuali
| Stemma | Nome del comune e blasonatura |
| ------ | --- |
|        | Alavieska Vihreässä kentässä ristikkäin kaksi hopeaviikatetta, joiden terät kultaa (di verde, a due falci d'oro, manicate d'argento, passate in decusse) |
|        | Haapajärvi Sinisessä kentässä palkeittain hopeinen, siivekäs nuoli, jonka kärki ja sulat kultaa (d'azzurro, a una freccia alata d'argento, armata e impennata d'oro, posta in banda) |
|        | Haapavesi Sinisessä kentässä hopeinen haapa, sen alapuolella aaltokoroinen hopeatyviö, jossa sininen, kultanastainen suksisauvan sompa (d'azzurro, al pioppo tremulo d'argento, sostenuto da una campagna ondata dello stesso, caricata da una rotella di racchetta di sci del campo chiodata d'oro) |
|        | Hailuoto Sinisessä kentässä hopeinen merihankain (d'azzurro, allo scalmo d'argento) |
|        | Haukipudas Sinisessä kentässä alakkain kolme uivaa hopeahaukea, joiden varukset punaiset; alapuolella sahakoroinen hopeatyviö (d'azzurro, a tre lucci d'argento alettati di rosso nuotanti in fascia uno sull'altro; alla campagna indentata d'argento) |
|        | Ii Kulta-sinikatkoinen kilpi; yläkentässä sininen orsivaaka, alakentässä reunoihin ulottuva kultaverkko. troncato: nel 1° d'oro, alla bilancia d'azzurro; nel 2° d'azzurro reticolato d'oro |
|        | Ii (dal 2007) Hopea kentässä aaltokoroinen oikea pieli ja hylje; molemmat sinisiä (d'argento, alla foca d'azzurro; sinistrato ondato dello stesso) |
|        | Kalajoki Sinisessä kentässä reunoihin ulottuva kultainen verkko, jonka päällä uiva, hopeinen lohi (d'azzurro, reticolato d'oro, al salmone d'argento) |
|        | Kempele Sinisessä kentässä aaltokoroinen vasen pieli ja kaksi alakkain, yläviistoon lentävää sorsaa; kaikki hopeaa (d'azzurro, a due anatre spiegate d'argento poste in banda e ordinate in palo; sinistrato ondato d'argento) |
|        | Kiiminki Vihreässä kentässä kolme hopeateräistä ja kultakahvaista vuolinrautaa asetettuina 2+1 (di verde, a tre drawing irons con le lame d'argento, manicati d'oro) |
|        | Kuusamo Punakentässä hopeinen juokseva poro, jonka yläpuolella kultainen revontuli (di rosso, alla renna corrente d'argento, sormontata da un'aurora boreale d'oro) |
|        | Kärsämäki Hopeakentässä tyviö ja vene, molemmat siniset, veneestä nousee seitsemän punaista tulikielekettä (d'argento, alla scialuppa d'azzurro, da cui si alzano sette fiamme di rosso; alla campagna del secondo) |
|        | Liminka Sinisessä kentässä aaltokoroinen oikea pieli ja kolme kävelevää kärppää alatusten; kaikki muu on hopeaa paitsi kärppien hännänpäät ovat mustat (d'azzurro, a tre armellini d'argento, con la punta della coda di nero, passanti l'uno sull'altro; addestrato ondato del secondo) |
|        | Lumijoki Sinisessä kentässä alainen aaltokoroinen hirsi, jonka yläpuolella lumikide; molemmat hopeaa (d'azzurro, alla fascia abbassata ondata sormontata da un fiocco di neve, il tutto d'argento) |
|        | Merijärvi Sinisessä kentässä kaarikoroisesta tyviöstä nousevaan sinkilään kiinnitetty rengas, kaikki hopeaa (d'azzurro, all'anello attaccato da un fermaglio nascente da una campagna ricurva, il tutto d'argento) |
|        | Muhos Aaltokorokatkoisen kilven sinisessä yläkentässä hopeinen lohi ja hopeisessa alakentässä kolme sinistä yksipolvekkeista salamaa vierekkäin (troncato ondato d'azzurro e d'argento; nel 1° al salmone e nel 2° a tre fulmini posti in palo e ordinati in fascia dell'uno nell'altro) |
|        | Nivala Vihreässä kentässä yksipuolinen kultainen puuportti (di verde, al cancello di legno a una anta d'oro) |
|        | Oulainen Vihreässä kentässä pystyssä kultainen rapu (di verde, all'aragosta d'oro) |
|        | Oulu Punaisessa kentässä hopeisesta tyviöstä nouseva kultainen, sinisin portti- ja ikkuna-aukoin varustettu linna, jossa neljä viirein koristettua kupukattoista tornia; tyviössä sininen, punavaruksinen lohi (di rosso, al castello d'oro con quattro torricelle banderuolate dello stesso, aperto e finestrato d'azzurro; alla campagna d'argento , al salmone d'azzurro alettato di rosso) |
|        | Oulunsalo Sinisessä kentässä hopeinen, kultavaruksinen, seisova kuovi, siivet koholla (d'azzurro, al chiurlo fermo su una zampa d'argento, imbeccato e membrato d'oro, con le ali spiegate) |
|        | Pudasjärvi Kultakentässä musta, kävelevä, punavaruksinen karhu, jonka yläpuolella musta, kuusikoroinen lakio, jossa Otavan seitsentähtinen tähtikuvio; kukin tähti kultaa, viisisakarainen (d'oro, all'orso passante di nero, unghiato e lampassato di rosso; al capo di nero con la linea di partizione ad abete, caricato da sette stelle d'oro disposte a formare la costellazione dell'Orsa Maggiore) |
|        | Pyhäjoki Sinisessä kentässä hopeinen kultavaruksinen hanhi, jonka alapuolella kultainen kruunu ja risti alakkain (d'azzurro, all'oca d'argento imbeccata e membrata d'oro, accompagnata da una crocetta, sormontata da una corona, d'oro posta in punta) |
|        | Pyhäjärvi Sinisessä kentässä nouseva kärjestä teroitettu rajapaalu, jonka saatteena kummallakin puolella naularisti; kaikki hopeaa (d'azzurro, al cippo di confine movente appuntato dalla punta, accostato da due crocette patenti dal piede aguzzo, il tutto d'argento) |
|        | Pyhäntä Punaisessa kentässä on kolme alaista hirttä, joiden päällikkeenä on viisi tyvestä nousevaa suippokärkistä paalua; kaikki hopeaa (di rosso, a tre fasce abbassate, caricate da cinque pali aguzzi in alto attraversanti e uscenti dalla punta, il tutto d'argento) |
|        | Raahe Punaisessa kentässä alaisen aaltokoroisen hopeatyviön - josta nousee kultainen kummeli (merimerkki) - yläpuolella ryntäävän hevosen selässä istuva haarniskoitu ratsumies, jolla oikeassa kädessään viirillä varustettu peitsi, kaikki muut hopeaa paitsi kypärän kruunu ja silmikko sekä viiri, suitset, satulaloimi ja kannukset kultaa (di rosso, alla campagna ondata d'argento, sostenente una boa marina d'oro e sormontata da un cavaliere armato tenente una lancia con una banderuola e montato su un cavallo inalberato il tutto d'argento, con la corona sull'elmo, la visiera, le briglie, la gualdrappa, gli speroni e la banderuola tutti d'oro) |
|        | Reisjärvi Sinisessä kentässä hopeinen, viisihaarainen atraimen terä (d'azzurro, all'arpione a cinque punte d'argento) |
|        | Sievi Vihreässä kentässä apilakoroinen lakio (yliskenttä) ja aaltokoroinen hirsi; molemmat kultaa (di verde, alla fascia ondata d'oro; al capo dello stesso con la linea di partizione trifogliata) |
|        | Siikajoki (dal 2007) Sinisellä kilvellä yläreunaltaan sahakoroinen ja alareunaltaan aaltokoroinen hirsi, jonka yläpuolella kolme kuusisakaraista tähteä rinnakkain ja alapuolella siika, kaikki hopeaa (d'azzurro, allo squalo d'argento; al capo ondato dello stesso, abbassato sotto un capo indentato d'azzurro caricato da tre stelle a sei punte d'argento ordinate in fascia) |
|        | Siikalatva Sinisellä kilvellä aaltokoroinen tyviö ja neljä lentävää joutsenta palkittain; kaikki hopeaa (d'azzurro, alla campagna ondata d'argento con quattro cigni volanti, pure d'argento, ordinati in banda) |
|        | Taivalkoski Punaisessa kentässä justeerisaha, tämän yläpuolella kuusikoroinen lakio; kaikki hopeaa (di rosso, alla sega d'argento; al capo dello stesso, dalla linea di partizione ad abete) |
|        | Tyrnävä Sinisessä kentässä kolme hopeista punaovista latoa asetettuina 2+1 (d'azzurro, a tre stalle d'argento finestrate di rosso) |
|        | Utajärvi Vihreässä kentässä hopeinen aaltokoroinen vastapalkki, jossa musta tervavene (di verde, alla sbarra ondata d'argento, caricata da una barca di catrame di nero) |
|        | Vaala Punaisessa kentässä alainen, kaateinen polviorsi, josta nousee kolmisakarainen torni; molemmat hopeaa (di rosso, allo scaglione rovesciato abbassato sostenente una torre merlata di tre pezzi, il tutto d'argento) |
|        | Vihanti Vihreässä kentässä viikatteen terä, saatteena sen kummallakin puolella kolme vesilehvää, kaikki hopeaa (di verde, alla lama di falce d'argento, accompagnata da sei foglie di ninfea rovesciate dello stesso, tre ordinate in fascia nel capo e tre ordinate in fascia nella punta) |
|        | Yli-Ii Sinisessä kentässä pystyasennossa kaksi kahtaalle suuntautuvaa yksipolvekkeista kultasalamaa, joiden kärjet muodostavat apilanlehden (d'azzurro, a due fulmini con le punte trifogliate d'oro posti in palo e ordinati in fascia) |
|        | Ylivieska Hopeakentässä sininen, apilapäinen haaruristi (d'argento, alla pergola con le punte trifogliate d'azzurro) |

## Municipalità disciolte e vecchie blasonature
| Stemma | Nome del comune e blasonatura |
| ------ | --- |
|        | Kestilä Punaisessa kentässä ristikkäin kaksi hopeista puulusikkaa (di rosso, a due cucchiai di legno d'argento posti in decusse) |
|        | Kuivaniemi Hopea kentässä aaltokoroinen oikea pieli ja hylje; molemmat sinisiä (d'argento, alla foca d'azzurro; sinistrato ondato dello stesso) |
|        | Oulujoki Sinisessä kentässä reunoihin ulottuva verkko, jonka päällikkeenä aaltokoroinen hirsi; kaikki hopeaa. (d'azzurro, reticolato d'argento, alla fascia ondata dello stesso) |
|        | Paavola Sinisessä kentässä kaksi hopeista, yläreunaltaan sahakoroista ja alareunaltaan aaltokoroista hirttä. (d'azzurro, a due foglie di sega d'argento, ondate sul lato inferiore) |
|        | Pattijoki Hopeakentässä sininen palkki, jossa kultainen kauran röyhy. (d'argento, alla banda d'azzurro, caricata da una infiorescenza d'avena d'oro) |
|        | Piippola Sinisessä kentässä sudenhammaskoroinen lakio - kolme ylöspäin suuntautuvaa sudenhammasta näkyvissä - sekä kolme kaateista kuokanterää vieretysten; kaikki hopeaa (d'azzurro, a tre lame di zappa volte all'ingiù d'argento, ordinate in fascia, al capo indentato di due pezzi e due metà d'argento)       |
|        | Pulkkila Hopeakentässä kaateinen, punainen haaruristi, jonka saatteena kolme mustaa kuulaa asetettuina 2x1 (d'argento, alla pergola rovesciata di rosso, accompagnata da tre torte di nero) |
|        | Rantsila Mustassa kentässä alainen aaltokoroinen hopeinen vastapalkki, saatteena vasemmassa yläkulmassa kuusisakarainen kultatähti (di nero, alla sbarra ridotta abbassata ondata d'argento, accompagnata da una stella a sei punte d'oro nel canton destro del capo)                                               |
|        | Rautio Sinisessä kentässä hopeinen alasin. (d'azzurro, all'incudine d'argento) |
|        | Revonlahti Sinisessä kentässä aaltokoroinen tyviö, josta kasvaa kolme kuusta, saatteena lakioittain kolme kuusisakraista tähteä, kaikki hopeaa. (d'azzurro, alla campagna ondata da cui nascono tre abeti, ciascuno sormontato da una stella a sei punte, il tutto d'argento)                                       |
|        | Ruukki Sinisessä kentässä kaksi yläreunaltaan sahakoroista ja alareunaltaan aaltokoroista hirttä, joiden välissä saatteena kolme kuusisakaraista tähteä, kaikki hopeaa. (d'azzurro, a due foglie di sega d'argento, ondate sul lato inferiore, fra di loro tre stelle a sei punte dello stesso, ordinate in fascia) |
|        | Saloinen Sinisessä kentässä rengas, jonka ulkoreunasta versoaa säteittäisesti kahdeksan apilanlehteä; kaikki hopeaa. (d'azzurro, all'anello d'argento, da cui escono otto raggi trifogliati dello stesso) |
|        | Siikajoki Sinisessä kentässä kolme uivaa hopeasiikaa alakkain. (d'azzurro, a tre coregoni bianchi d'argento, uno sull'altro) |
|        | Temmes Vihreässä kentässä alaisen aaltokoroisen hirren yläpuolella yksikorvainen maitokiulu; kumpikin kultaa. (di verde, alla fascia ondata abbassata d'oro, sormontata da un paiolo per il latte con una sola impugnatura)                                                                                         |
|        | Ylikiiminki Sinisessä kentässä kolme kultaista pajurekeä alakkain (d'azzurro, a tre slitte di legno di salice d'oro poste una sopra l'altra) |